# Цанко Бозов
Цанко Павлов Бозов е български офицер, полковник от инженерните войски, завеждащ преправите в Инженерните войски през Балканската (1912 – 1913) и Междусъюзническата война (1913), началник на инженерните войски във Варненския укрепен пункт през Първата световна война (1915 – 1918).

## Биография
Цанко Бозов е роден на 20 февруари 1866 г. в Копривщица. Взема участие в Сръбско-българската война (1885) в редовете на Ученическия легион. През 1886 г. постъпва във Военното на Негово Княжеско Височество училище, достига до звание юнкер, дипломира се 52-ри по успех от 163 офицери, на 27 април 1887 г. е произведен в чин подпоручик и зачислен в пионерните части. Служи в пионерния полк. На 18 май 1890 е произведен в чин поручик, а на 2 август 1894 в чин капитан. През 1900 г. служи като ротен командир в 3-та пионерна дружина.
През 1903 е произведен в чин майор, а на 31 декември 1906 г. в чин подполковник. През 1909 г. заема длъжността временен началник на строителната част в Инженерната инспекция, след което от 1911 г. е командир на понтонната дружина. Като подполковник командва 5-а пионерна дружина от състава на 5-а пехотна дунавска дивизия с щаб в Търново. На 22 септември 1912 г. е произведен в чин полковник. Взема участие в Балканската (1912 – 1913) и Междусъюзническата война (1913) като завеждащ преправите в Инженерните войски. През януари 1915 е назначен за командир на 2-ра сборна пионерна дружина. По време на Първата световна война (1915 – 1918) е началник на инженерните войски във Варненския укрепен пункт. През 1918 г. за „за бойни отличия и заслуги във войната“ е награден с Народен орден „За военна заслуга“, III степен с военно отличие, която награда е потвърдена със заповед № 355 от 1921 г. по Министерството на войната. През 1918 г. е уволнен от служба.
Полковник Цанко Бозов е женен и има 2 деца.

## Военни звания
- Подпоручик (27 април 1887)
- Поручик (18 май 1890)
- Капитан (2 август 1894)
- Майор (1903)
- Подполковник (31 декември 1906)
- Полковник (22 септември 1912)

## Награди
- Орден Св. Александър IV степен с мечове по средата
- Народен орден „За военна заслуга“, V степен на обикновена лента
- Народен орден „За военна заслуга“, IV степен на военна лента
- Народен орден „За военна заслуга“, III степен с военно отличие (1918/1921)
- Орден За заслуга на обикновена лента